# 小中千昭
小中 千昭（こなか ちあき、男性、1961年4月4日 - ）は、脚本家、小説家。東京都生まれ。成城大学文芸学部芸術学科卒業。映画美学校脚本コース講師。

## 人物
代表作に、実弟のSF映画監督・小中和哉との映画『くまちゃん』（音楽も担当）、特撮『ウルトラマンティガ』『ウルトラマンガイア』、アニメ『serial experiments lain』『神霊狩/GHOST HOUND』などがある。アニメ『ふしぎ魔法ファンファンファーマシィー』では全エピソードの脚本を執筆している。
初期は主にホラー作品の脚本を執筆。『邪願霊』『ほんとにあった怖い話』などのオリジナルビデオ作品で、のちに映画監督の中田秀夫や黒沢清、脚本家・高橋洋らが展開していく「ジャパニーズ・ホラー映画」に大きな影響を与えた。その表現方法は「小中理論」と呼ばれ、著書『ホラー映画の魅力』（岩波書店）の中で詳細に語られている。
1996年のOVA版『魔法使いTai!』を皮切りにアニメ作品も多く担当するようになる。
『インスマスを覆う影』、『ウルトラマンティガ』、『アミテージ・ザ・サード』、『デジモンアドベンチャー02』、『THE ビッグオー』、『GR-GIANT ROBO-』等、担当作品にはクトゥルフ神話を絡めたものが多い。また『デビルマンレディー』『怪 〜ayakashi〜』等、アニメにおいてもホラー的要素の強い作品を多く手掛けている。「ウルトラシリーズ」では、主人公が女の悪役に蹂躙される描写も多い。
シリーズ構成を担当する際は、帰納法型（予め最終回の展開を決めた上で、伏線を張る手法）の物語展開はやらないことを明言している。
Macintoshの愛用者としても有名。ドール・メイカーや、「#3b3オーケストラ」のベーシストとしても活動。
2017年10月には『デジモンテイマーズ』Blu-rayボックスの発売を記念し、登場人物の一人である山木満雄名義でTwitterアカウントを開設。

### 発言
- 脚本家の為すべき事として、其々の考えから簡単には行かないと断った上で、「視聴者に良いものを見せるため、監督を始め、現場やキャストたちの思いを、ある意味で捻じ伏せる必要がある」と語っている[2]。
- シリーズ構成については、「皆の非難を一身に浴びる役です」と断言し、「（脚本家）皆で楽しく出来るようにしなくちゃいけないのが一番苦労する」と発言している[2]。

## 主な作品

### オリジナルビデオ
- 邪願霊（1988年） - 構成・音楽
- 地球防衛少女イコちゃん3 大江戸大作戦（1990年）
- ウルトラマンG（1990年） - 原案・脚本。ビデオソフト『ウルトラマンG交響組曲』の映像も担当。
- ヘイ!オイラーズ -甦るスカイライン神話-（1991年） - 横山雅志と共同脚本
- ドラッグレス（1991年）
- ほんとにあった怖い話（1991年）
- 戦慄のムー体験（1994年）
- 毒婦 プワゾン・ボディ（1995年）
- スキャンドール（1996年）
- 魔法使いTai!（1996年）
- 悪霊怪談 呪われた美女たち（1996年）
- ウルトラマンガイア ガイアよ再び（2001年）
- ふたりエッチ（2002年）
- PARASITE DOLLS（2003年）

### 映画
- TARO! TOKYO魔界大戦（1991年）
- 死霊の罠2/ヒデキ（1992年）
- くまちゃん（1993年）
- ドライビング・ハイ!（1993年）
- DOOR III（1996年）
- THE DEFENDER（1997年） - 原案・脚本
- ガラスの脳（2000年）
- 蛇女（2000年） - 原案・脚本
- Malice@Doll（2001年）
- 稀人（2004年） - 原案・脚本
- 楳図かずお恐怖劇場 「まだらの少女」（2005年）
- 楳図かずお 恐怖劇場「DEATH MAKE」（2005年）
- ミラーマンREFLEX（2006年）
- キノの旅（2007年）
- 師匠シリーズ（2016年）
- VAMP（2019年） - 原作・脚本

### テレビドラマ
- 世にも奇妙な物語「屋上風景」（1990年）
- B級ホラー WARASHI!（1991年）
- ギミア・ぶれいく「インスマスを覆う影」（1992年）
- 学校の怪談（1994年）
- 乱歩〜妖しき女たち〜（1994年）
- Alice 6（アリス・シックス）（1995年）
- 学校の怪談R（1996年）
- ウルトラシリーズ
  - ウルトラマンティガ（1996年） - メインライター[4][5]
  - ウルトラマンガイア（1998年） - シリーズ構成
  - ウルトラQ dark fantasy（2004年）
  - ウルトラマンマックス（2005年）
- エコエコアザラク（1997年）
- 学校の怪談f（1997年）
- ねらわれた学園（1997年）
- 学校の怪談G（1998年） - 総合構成
- エコエコアザラク 〜眼〜（2004年） - シリーズ構成

### アニメ
- アミテージ・ザ・サード（1996年）
- 鉄腕バーディー（1996年 - 1997年）
- ゲゲゲの鬼太郎（第4作）（1997年） - 第89話のみ
- 吸血姫美夕（1998年） - 第20話のみ
- ふしぎ魔法ファンファンファーマシィー（1998年） - シリーズ構成・全話脚本
- serial experiments lain（1998年） - シリーズ構成・全話脚本
- バブルガムクライシス TOKYO 2040（1998年） - シリーズ構成
- ガサラキ（1998年）
- デビルマンレディー（1998年） - シリーズ構成
- とつぜん!ネコの国 バニパルウィット（1998年） - 脚本 ※なかむらたかしと共同
- 魔法使いTai!（1999年） - シリーズ構成
- THE ビッグオー（1999年） - シリーズ構成
- デジモンアドベンチャー02（2000年） - 第13話のみ
- 破壊魔定光（2001年） - 第7話のみ
- デジモンテイマーズ（2001年） - シリーズ構成
- Hellsing（2001年） - シリーズ構成[6]
- カスミン（2001年）
- ラーゼフォン（2002年）
- プリンセスチュチュ（2002年）
- アストロボーイ・鉄腕アトム（2003年）[7]
- THE ビッグオー second season（2003年） - シリーズ構成・全話脚本
- TEXHNOLYZE（2003年） - シリーズ構成
- なるたる（2003年） - シリーズ構成
- 交響詩篇エウレカセブン（2005年） - 第16話・第30話
- 怪 〜ayakashi〜「四谷怪談」（2006年）
- エア・ギア（2006年） - シリーズ構成[8]
- モノノ怪「海坊主」「鵺」（2007年）
- 神霊狩/GHOST HOUND（2007年） - シリーズ構成
- GR-GIANT ROBO-（2007年） - シリーズ構成
- 地獄少女 三鼎（2009年） - 第20話のみ
- アンデッドガール・マーダーファルス（2023年） - 第5話

### webドラマ
- 拝み屋怪談（2018年）
- 拝み屋怪談Ⅱ（2019年）

### ゲーム
- ありす in Cyberland（1996年） - シナリオ
- serial experiments lain（1998年） - シナリオ
- 吸血姫夕維〜千夜抄〜（2003年） - シナリオ構成

### エッセイ
- 「Night Shift」@internetarchive（1997年12月 - 1999年1月、マカロニアンモナイト）

### その他
- 楽勝!ハイパードール（1995年） - 特典映像の実写パートの脚本を担当（監督は小中和哉）。
- THE・プレゼンター「超難解推理クイズ 頭脳警察」（1995年） - 脚色
- 小中兄弟や岡田恵和は平成ガメラ三部作に伊藤和典らが携わる以前のストーリーを構想しており、『怪獣大奮戦 ダイゴロウ対ゴリアス』との類似性が見られる小中兄弟の脚本（「小中ガメラ」）が『デジモンテイマーズ』や『小さき勇者たち〜ガメラ〜』や『ウルトラマンティガ』の原案に影響を与えてきたとされる[9][10]。

## 著書
- 魔法使いTai!VOL.1〜4（佐藤順一との共同制作、1996年 - 1998年、富士見ファンタジア文庫）
- ディフェンダー（1997年、電撃文庫）
- lain - scenario experiments（1999年、ソニーマガジンズ）
- 深淵を歩くもの（2001年4月、徳間デュアル文庫） - 短編小説集
  - READ ME!
  - 部屋で飼っている女
  - イモーター
  - 夜はいくつの目を持つ
  - メイクアップ
  - 0.03フレームの女
  - 夜歩く子
  - 屍街
  - 深淵を歩くもの
  - 神佑
  - キリエル人
  - 蔭州升を覆う影
- ホラー映画の魅力 ファンダメンタル・ホラー宣言（2003年、岩波書店） - 評論
- 稀人（2004年、角川ホラー文庫） - 自作映画の小説版
- ですぺら（アニメージュにて2009年7月号より連載、中村隆太郎・安倍吉俊との共同制作、徳間書店）
- 恐怖の作法:ホラー映画の技術（2014年、河出書房新社）
- 光を継ぐために ウルトラマンティガ（2015年、洋泉社）
- BABYMETAL試論（2016年、アールズ出版）
- ウルトラマンティガ 輝けるものたちへ（2019年、早川書房）

## アンソロジー
「」内が小中千昭の作品
- クトゥルー怪異録 極東邪神ホラー傑作集（1994年、学研ホラーノベルズ）「蔭洲升を覆う影」
- 異形コレクション 侵略!（1998年2月、廣済堂文庫）「夜歩く子」
- 十二宮12幻想（2000年、エニックス）「共有される女王」
- 怪獣文藝の逆襲（2015年、角川文庫）「トウキョウ・デスワーム」
- 日本怪獣侵略伝 〜ご当地怪獣異聞集〜（2015年、洋泉社）「東京都 まぼろし怪獣ジューニガイン」
- きっと、夢にみる 競作集 怪談実話系（2015年、角川文庫）「偶像の聖痕」
- 遥かなる海底神殿（2015年、創土社）「キングダム・カム」
- 彼方からの幻影（2016年、創土社）「Far From Beyond」
- 異形コレクションLI 秘密 （2021年6月、光文社文庫）「モントークの追憶」

## 連載
- トクサツ映画のディスクール - 特撮雑誌「宇宙船」に掲載。特撮作品の感想や解説、自身の作品について書いたコラム。1993年夏号（65号）から1996年冬号（75号）まで全11回。